# Mopi Ranger
Mopi Ranger, es un videojuego de acción de Konami lanzado para MSX en 1985 en Europa y Japón.